# Pietkuniszki (sielsowiet Opsa)
Pietkuniszki (biał. Пяткунішкі; ros. Петкунишки) – wieś na Białorusi, w obwodzie witebskim, w rejonie brasławskim, w sielsowiecie Opsa.
Dawna nazwa miejscowości to Petkuniszki.

## Historia
W czasach zaborów ówczesna wieś leżała w granicach Imperium Rosyjskiego.
W latach 1921–1945 kolonia leżała w Polsce, w województwie nowogródzkim (od 1926 w województwie wileńskim), w powiecie brasławskim, w gminie Opsa.
Według Powszechnego Spisu Ludności z 1921 roku zamieszkiwało tu 141 osób, wszystkie były wyznania rzymskokatolickiego. Jednocześnie 12 mieszkańców zadeklarowało polską przynależność narodową, 5 białoruską, a 124 litewską. Były tu 32 budynki mieszkalne. W 1931 w 32 domach zamieszkiwało 149 osób.
Wierni należeli do parafii rzymskokatolickiej w Opsie. Miejscowość podlegała pod Sąd Grodzki w Opsie i Okręgowy w Wilnie; właściwy urząd pocztowy mieścił się w Opsie.